# Фоли (Алабама)
Фоли (енгл. Foley) град је у америчкој савезној држави Алабама. По попису становништва из 2010. у њему је живело 14.618 становника.

## Демографија
Према попису становништва из 2010. у граду је живело 14.618 становника, што је 7.028 (92,6%) становника више него 2000. године.
| Група             | 2000.         | 2010.          |
| Белци             | 5.422 (71,4%) | 10.626 (72,7%) |
| Афроамериканци    | 1.659 (21,9%) | 2.173 (14,9%)  |
| Азијати           | 42 (0,6%)     | 155 (1,1%)     |
| Хиспаноамериканци | 352 (4,6%)    | 1.390 (9,5%)   |
| Укупно            | 7.590         | 14.618         |